# Cycle des villes nomades
 (juin 2023).
Si vous disposez d'ouvrages ou d'articles de référence ou si vous connaissez des sites web de qualité traitant du thème abordé ici, merci de compléter l'article en donnant les références utiles à sa vérifiabilité et en les liant à la section « Notes et références ».
Le Cycle des villes nomades (titre original : Cities in Flight) est une série de récits de science-fiction écrits par l'auteur américain James Blish entre 1950 et 1962. Il est composé de quate romans et de six nouvelles.
Ils mettent en scène des villes entières capables de se mouvoir dans l'espace à l'aide d'un dispositif anti-gravité appelé le spindizzy. L'intrigue couvre une période de près de deux mille ans, allant de l'avenir proche à la fin de l'univers. 

## Distinctions
La nouvelle Earthman, Come Home parue en 1953, qui deux ans plus tard a été étendue sous forme de roman qui constitue l'avant-dernier tome du cycle, a été couronné du prix Hugo de la meilleure nouvelle longue 1954, décerné rétrospectivement en  2004.

## Contenu du cycle
- They Shall Have Stars - 1956.
- A Life for the Stars - 1962.
- Earthman, Come Home - 1955.
- The Triumph of Time (ou : A Clash of Cymbals) - 1959.